# Výhybka

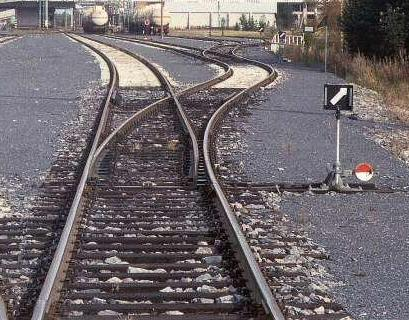
Výhybka bez výměnového závěru

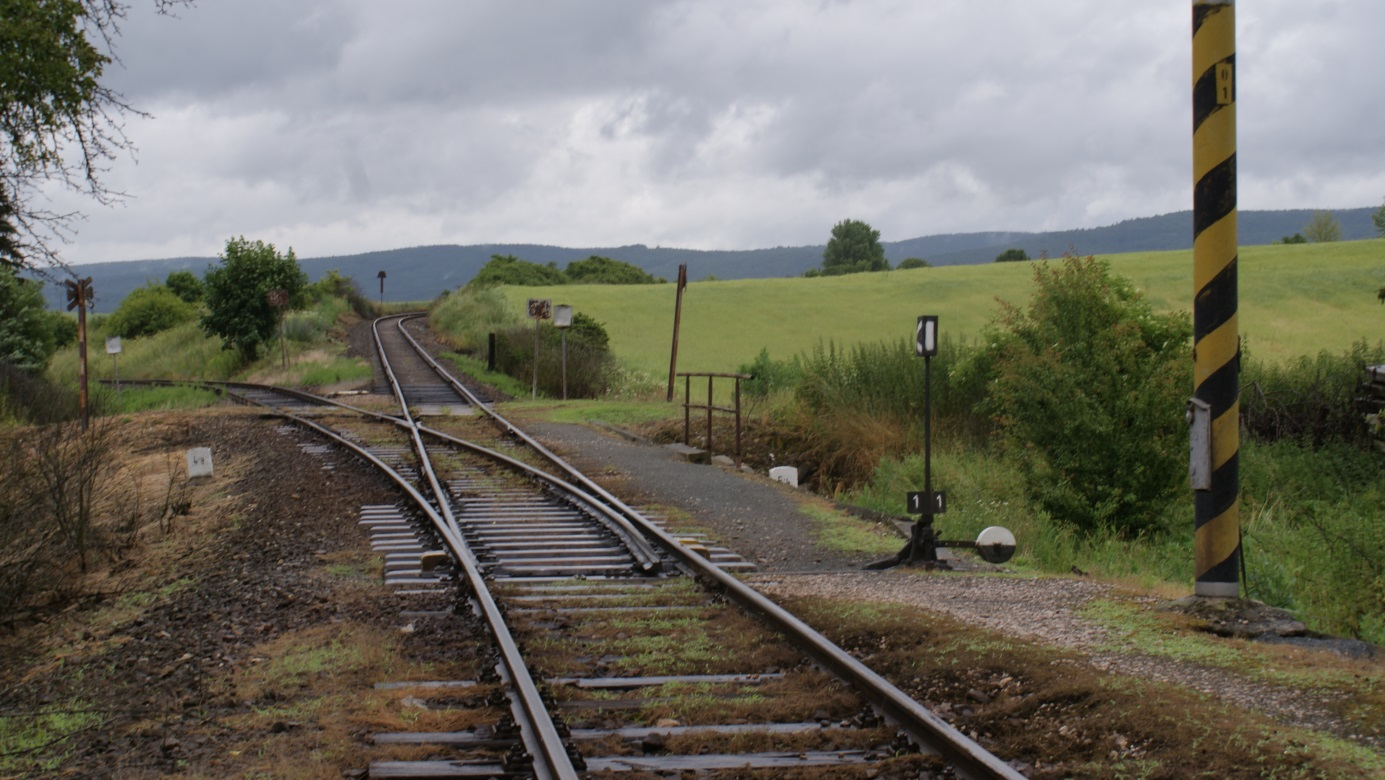
Výhybka pro změnu směru jízdy vlaku v úvraťové železniční stanici Liteň na trati 172: vlevo směr Zadní Třebaň, vpravo směr Lochovice

Výhybka (dříve se užíval termín „veksl“ (vexl) z něm. Wechsel výměna, změna; výhybka) je drážní zařízení v místě, kde se dráhy (např. koleje) rozcházejí nebo sbíhají. Umožňuje jízdu vozidla (případně vedení kladky) do příslušného směru. Kolejová výhybka je součástí železničního svršku nebo svršku tramvajové, lanové, důlní či jiné dráhy. Trolejová výhybka je součástí trolejového vedení pro tyčové sběrače, které se používají na trolejbusových a některých tramvajových drahách. O výhybce lze mluvit i např. u různých druhů dopravníků, potrubní pošty aj.

## Druhy výhybek

### Dle směrového uspořádání
- jednoduchá – jedna větev přímá

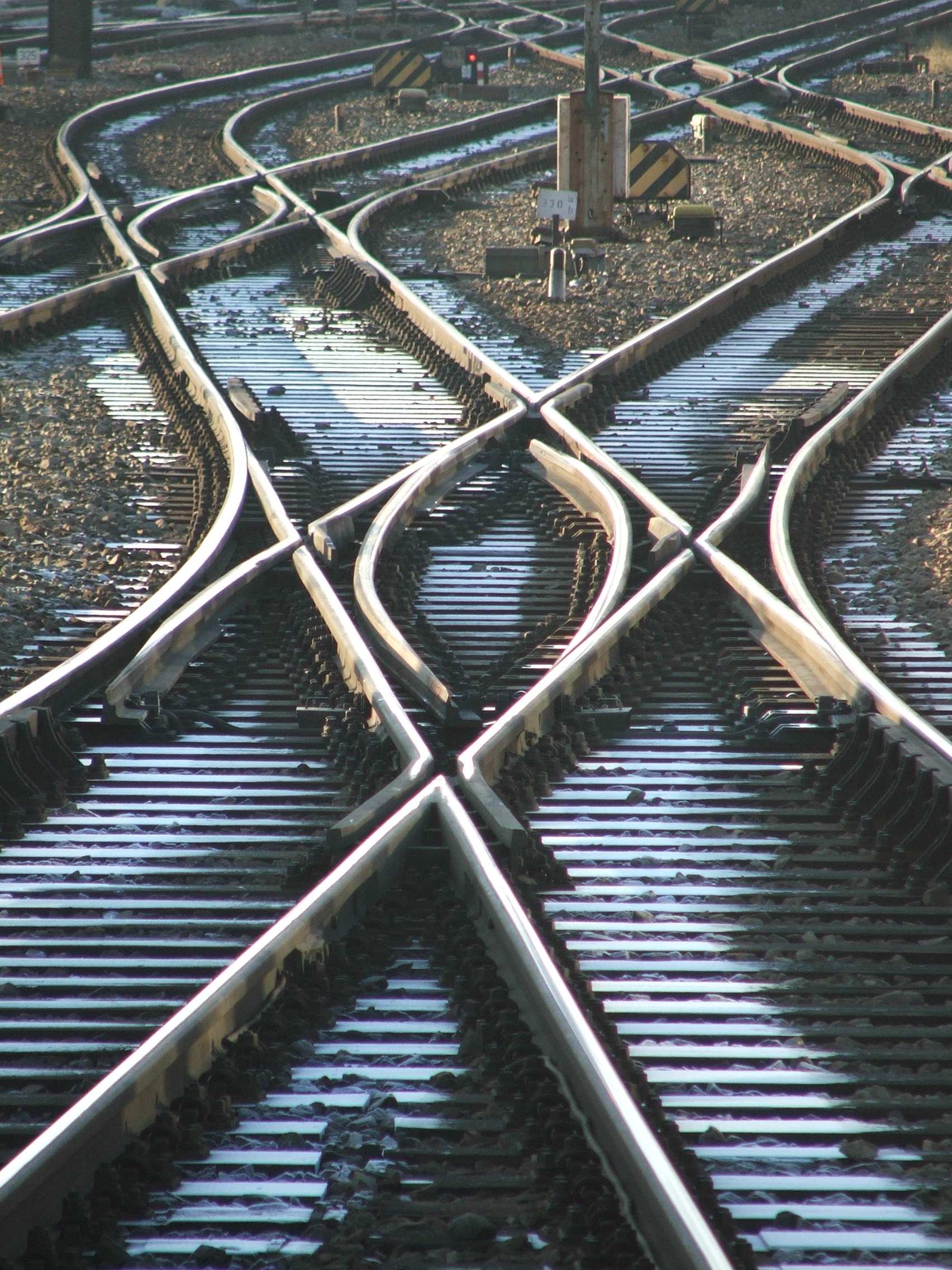
Křižovatková výhybka

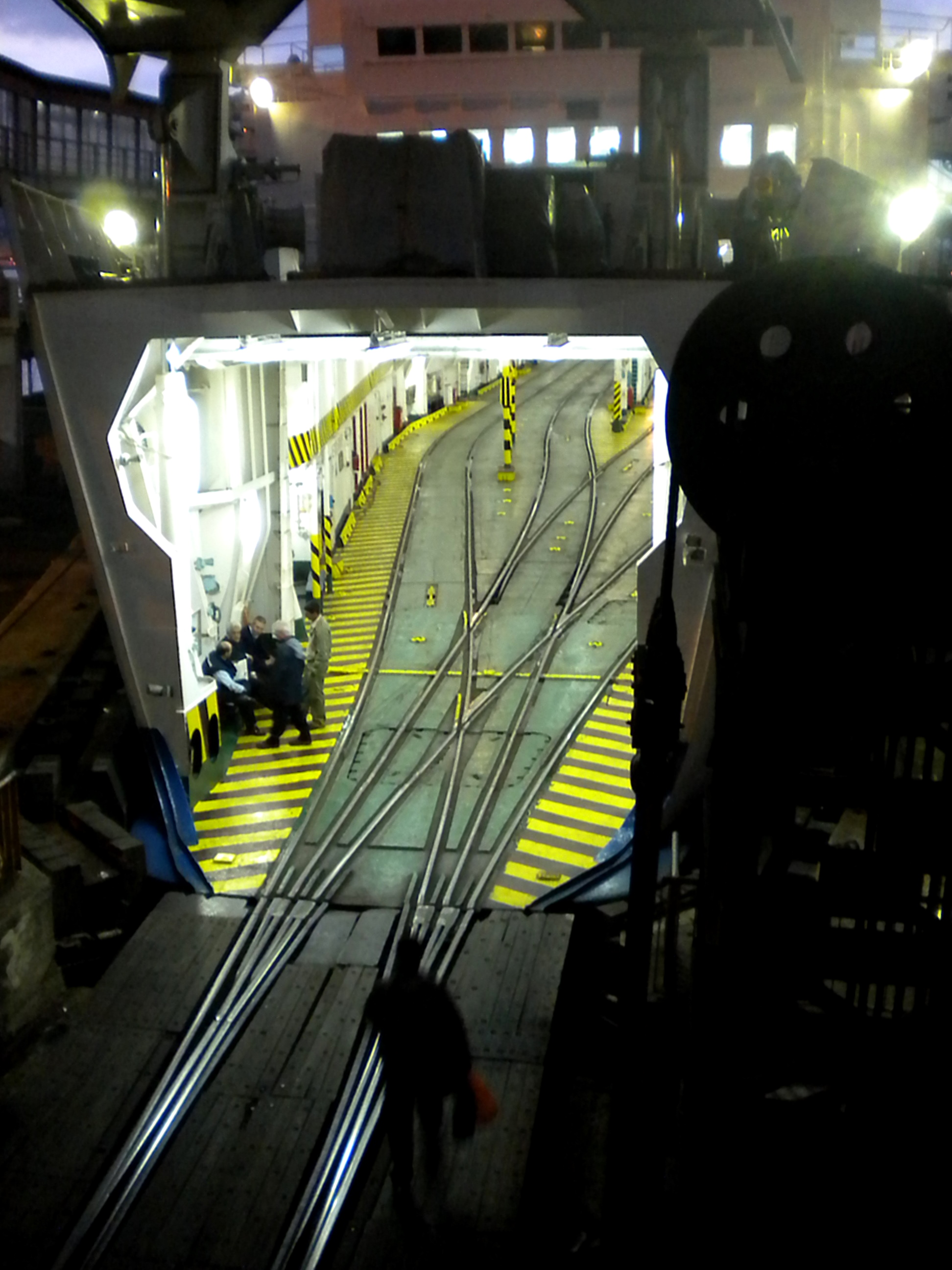
Výhybka s dvěma páry jazyků na trajektu

- oblouková – obě větve v oblouku ve stejném směru
- obousměrná, může být i symetrická – obě větve v oblouku opačných směrů
- křižovatková („angličan“)
- trojitá – výhybka se dvěma páry jazyků a třemi srdcovkami, používá se ve stísněných poměrech. Obě výměny jsou těsně za sebou, případně se částečně překrývají
- trojitá a vícenásobná s paralelními jazyky – používá se u nájezdů na trajekty, v dolech pro úsporu místa, v trojité podobě se dříve používala u tramvají

### Dle provedení a funkce
- vlečná

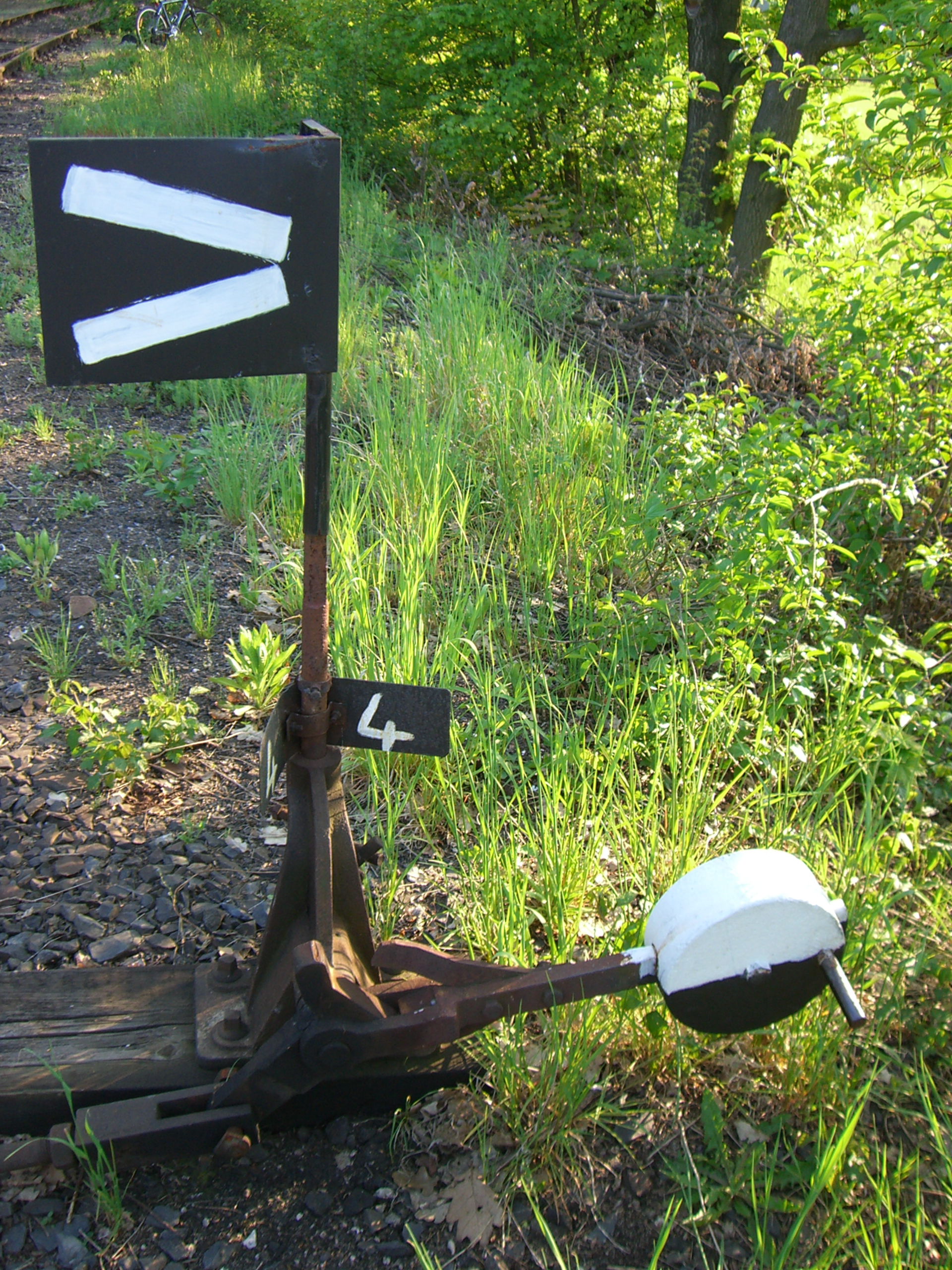
Výměník pro ruční obsluhu s návěstidlem. V základní poloze směřuje závaží černou polovinou dolů.

- překračovací či přešplhávací – umožňuje montáž na trať bez jejího přerušení
- samovratná – trvale přestavena do jednoho směru, jazyky jsou drženy v dané poloze pružně. Při jízdě z druhého směru vozidlo výměnu rozřízne a po jeho průjezdu se jazyky vrátí do základní polohy

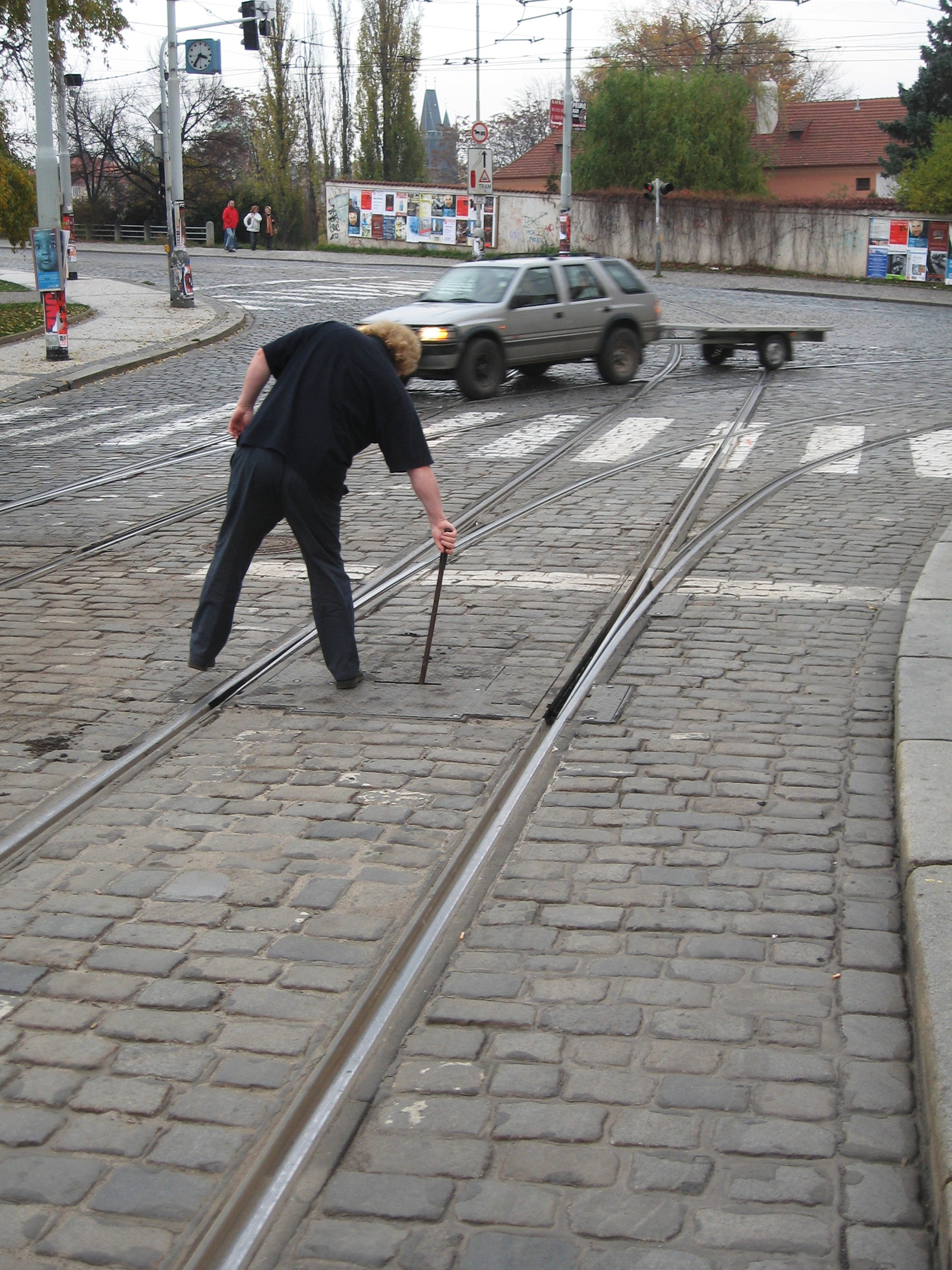
Ruční přestavování tramvajové výhybky stavěcím klíčem vsunutým do přestavníkové skříně. Starší typy výhybek se přestavují odtlačením jazyka v kolejnicovém žlábku.

- ručně ovládaná na místě
- dálkové ovládaná

### Na tramvajových tratích

#### Podle směru pojíždění
- rozjezdová (proti hrotům) – výhybka obvykle pojížděná proti hrotům jazyků nebo v obou směrech
- sjezdová (po hrotech) – výhybka obvykle pojížděná po hrotech jazyků

#### Podle druhu jazyků
- čepové – jazyk výhybky je usazen na čepu, kolem něhož se při přestavení točí
- pružné – jazyky jsou s výhybkovou konstrukcí buď spojeny šrouby nebo jsou přímo odlité v jednom kusu a přestavují se na základě jejich pružnosti

#### Podle počtu jazyků
- jednojazyková – přestavovací mechanismus pro úsporu místa používá pouze jeden jazyk; podmínkou jejich použití je přípustnost vedení dvojkolí vnitřní plochou kola a také jízdy po okolku
- dvoujazyková

#### Podle přestavovacího mechanismu
- uzamykatelná – spolehlivější jištění hrotu jazyka v krajní poloze; existují pouze jako rozjezdové, nesmí se rozříznout koly vlaku
- neuzamykatelná – proti přestavení jištěná standardním mechanismem bez zámků, možno řezat koly vlaku

#### Podle způsobu přestavování
- ruční – přestavování ručně pomocí stavěcího klíče
- dálkově ovládaná – elektricky, dálkově nebo radiově ovládaný přestavník v přestavovacím mechanismu
- ovládaná výhybkářem – výhybku může ovládat výhybkář pomocí soustavy táhel vyvedených k jeho stanovišti; např. v Praze poslední výhybkářská stanoviště zmizela v 90. letech 20. století

#### Zvláštní druhy
- volná – jazyky výhybky nejsou navzájem spojeny nebo je v poruše přestavovací mechanismus a nejsou přitlačovány k žádnému směru. Mohou být použity pouze jako sjezdové. Bez zajištění je do volné výhybky zakázáno vjíždět proti hrotům
- zajišťovací – po průjezdu vozidla po hrotech se výhybka vrací pružinou do základní polohy. Používá se například na jednokolejných úsecích trati nebo na vratných trojúhelnících k tomu, aby vozidlo bylo vždy navedeno na správnou kolej pro eliminaci chyb lidského faktoru a zjednodušení obsluhy
- zaklínovaná – v případě poruchy přestavovacího mechanismu je možno zaklínovat volnou výměnu do určitého směru a bezpečně přes ni projet proti hrotům; klíny lze použít také pro zamezení jejího přestavení

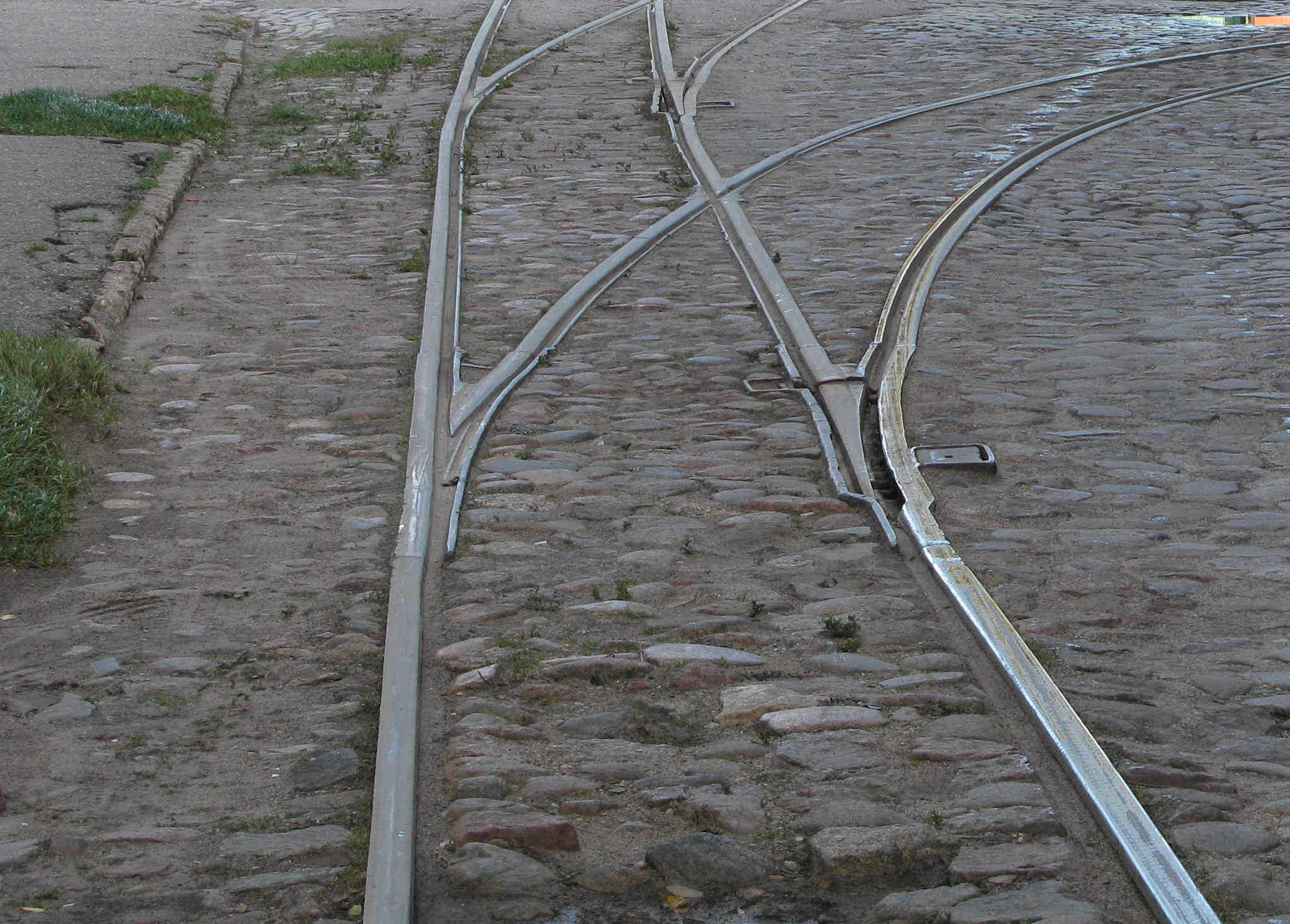
Jednojazykové výhybky v polohách do odbočky a přímo

### Na ozubnicové dráze
Výhybky na ozubnicových drahách mohou, ale nemusí být opatřeny ozubnicí. Záleží jednak na sklonu, v jakém se výhybka nachází, a na vozidlech, zda mají pohon pouze ozubnicový, nebo i adhezní. Pokud je výhybka opatřena ozubnicí, je třeba vyřešit plynulý záběr ozubeného kola v celé délce výhybky. Soustava Riggenbachova, Strubova, jednoduchá ozubnice Abtova řeší křížení s kolejnicí druhého směru odsunutím části kolejnice a nasunutím ozubnice, stejně tak má ozubnice pohyblivou část v místě jazyků. V případě Abtovy dvojité a trojité ozubnice se počet pohyblivých částí omezuje – tato soustava vystačí pouze s pohyblivým hřebenem v místě křížení s kolejnicí ve střední části výhybky. Princip je následující: Uvažujme dvojitý hřeben a lokomotivu odbočující na výhybce vpravo. V místě jazyků se oba hřebeny rozdělí – lokomotiva využívá pouze pravý, levý, který pokračuje přímo, vyjde ze záběru. Jsou-li již hřebeny dostatečně vzdáleny, objeví se znovu levý hřeben a zanedlouho končí pravý. Ozubené kolo zabírá do pohyblivé části hřebene, která je nyní přitisknuta ke kolejnici opačného směru, kterou ozubnice kříží. Přesto hřeben uhýbá a dostává se mimo záběr kola. Zároveň se ovšem postupně dostává do záběru pohyblivá část pravého hřebene, která je ke kolejnici přitisknuta z druhé strany. Poté se opět přidává levý hřeben (na méně frekventovaných kolejích může být vynechán) a dále již pokračuje klasická ozubnice. Zvláštním případem je ozubnice Locherova, jejíž hřeben neumožňuje stavbu klasických výhybek, které jsou nahrazeny přesuvnami a otočnými konstrukcemi.

### Na pozemní lanové dráze
- Abtova – výhybka bez pohyblivé části, určená pro vyhýbání protijedoucích vozů na výhybně pozemní lanové dráhy.

### Trolejová výhybka

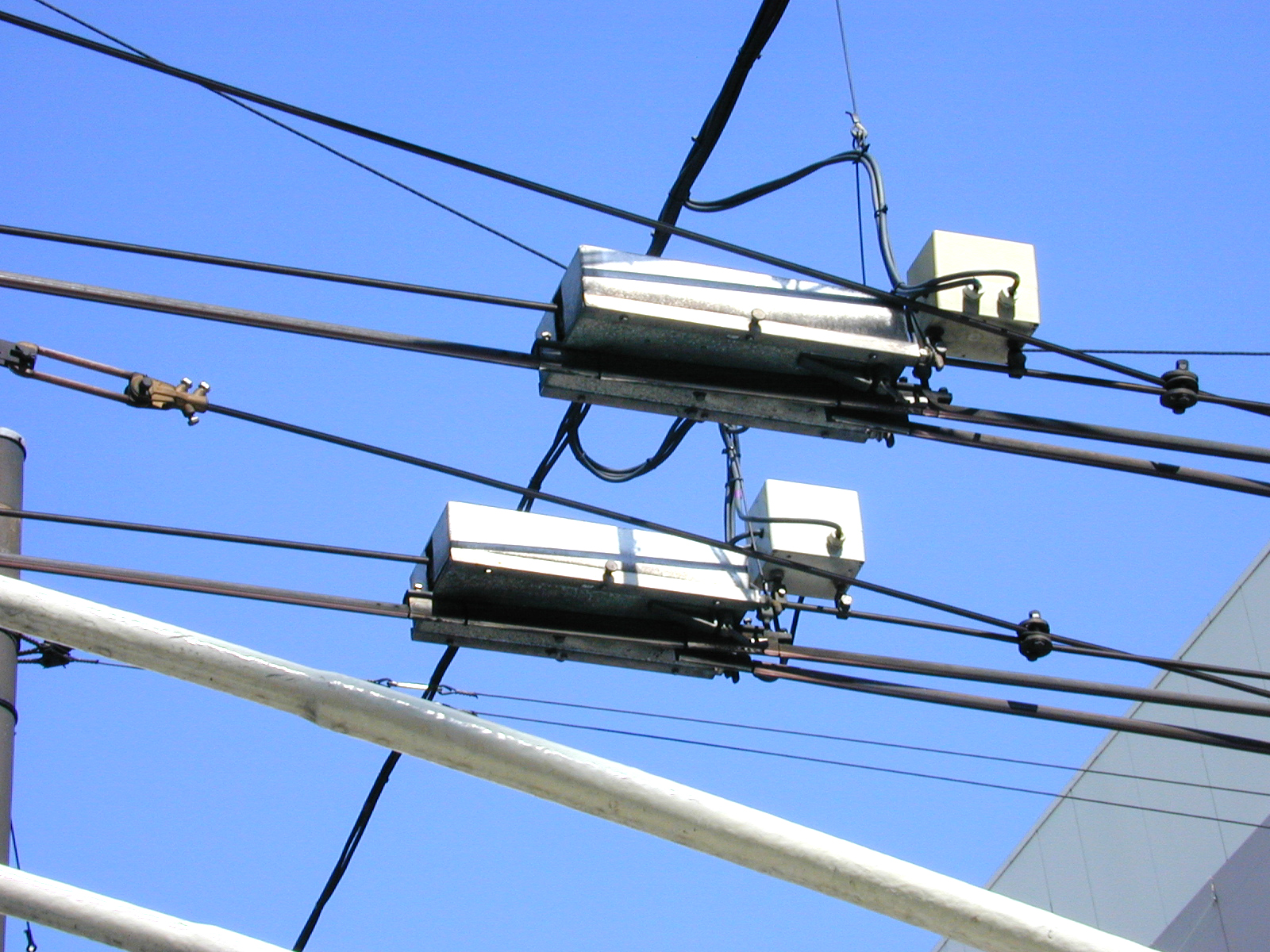
Přestavitelné trolejové výhybky na trolejbusovém trolejovém vedení

- jinak též „žába“ nebo „proudová žába“
- výhybky jsou umístěny na trolejovém vedení a slouží k vedení kladky nebo botky tyčového sběrače.
- výhybka může být ovládána různými způsoby:
  - řidičem pomocí zvýšení proudu odebíraného z troleje. Výhybka se přepne, pokud odběr proudu z troleje přesáhne nastavenou mez (cca 100A). Před výhybkou řidič stiskne příslušné tlačítko (proudová žába) a regulátor pohonu zajistí zvýšení odebíraného proudu na úroveň dostatečnou pro přepnutí výhybky. Naopak, když vytápění nebo klimatizace vozu a pomocné pohony způsobují trvalý odběr z troleje a hrozilo by samovolné přepnutí výhybky, stiskne řidič jiné tlačítko (žába bez proudu) a tím se zajistí dočasné snížení odběru trolejbusu (a vypnutí rekuperace), tak aby se výhybka nepřepnula.
  - řidičem pomocí rádiového spojení. Řidič má ve voze vysílač, výhybka obsahuje přijímač a nastavuje se podle přijatých příkazů
  - centrálně z dispečinku na základě předdefinovaných tras a aktuálních poloh trolejbusů (GPS)

## Součásti výhybky

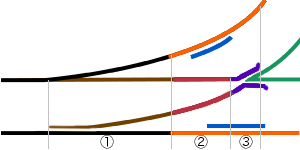
Součásti výhybky:
1 – výměna
2 – střední část
3 – srdcovková část

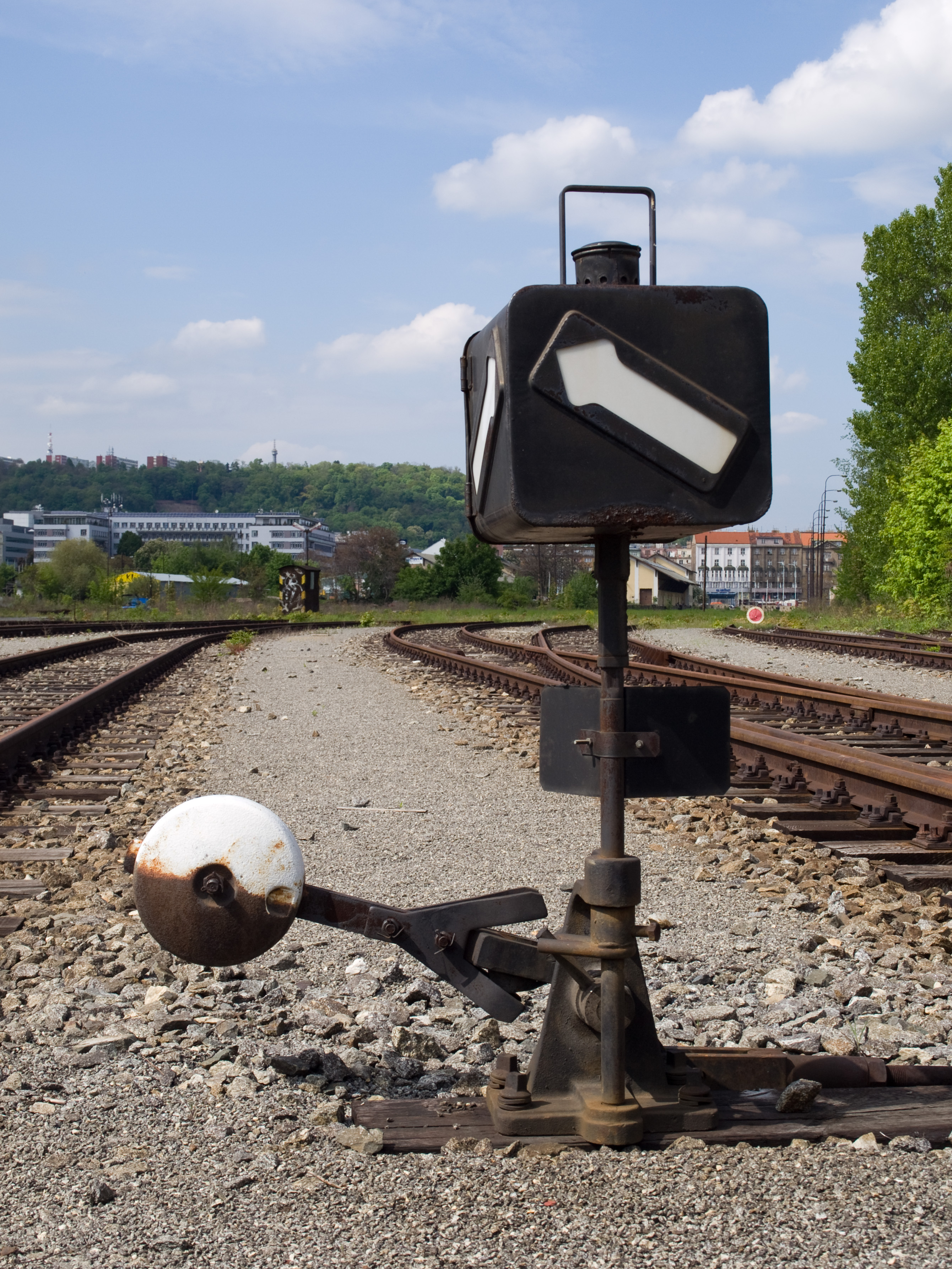
Výměnové návěstidlo (lucerna)

Jednoduchá výhybka se skládá ze tří hlavních částí:
- výměny
- střední části
- srdcovkové části

### Výměna
Výměna je pohyblivá část výhybky, na které dochází k rozvětvení koleje do dvou směrů. Hlavní části výměny tvoří:
- jazyky (převážně dva; řídce se vyskytující jednojazykové výhybky nejsou v dalším textu uvažovány)

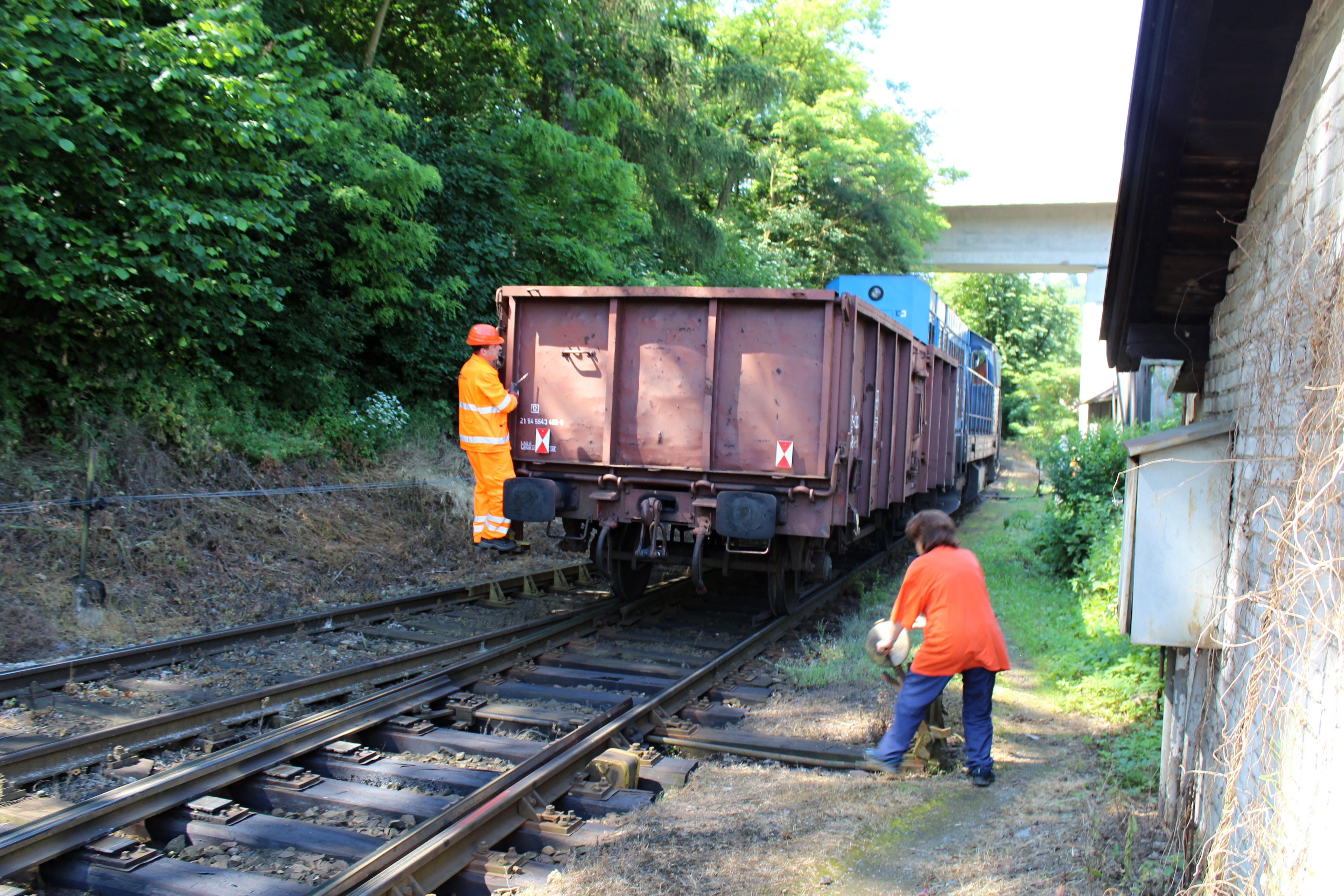
Ruční nastavení výhýbky výměníkem při posunu nákladního vozu na nádraží Davle

- opornice
- Ruční nastavení výhýbky výměníkem při posunu nákladního vozu na nádraží Davlepřestavník (někdy též výměník)
- přestavná táhla
- výměnový závěr (není nezbytný)
- výměnové návěstidloZámek u výměníku č. 1 na nádraží v Davli

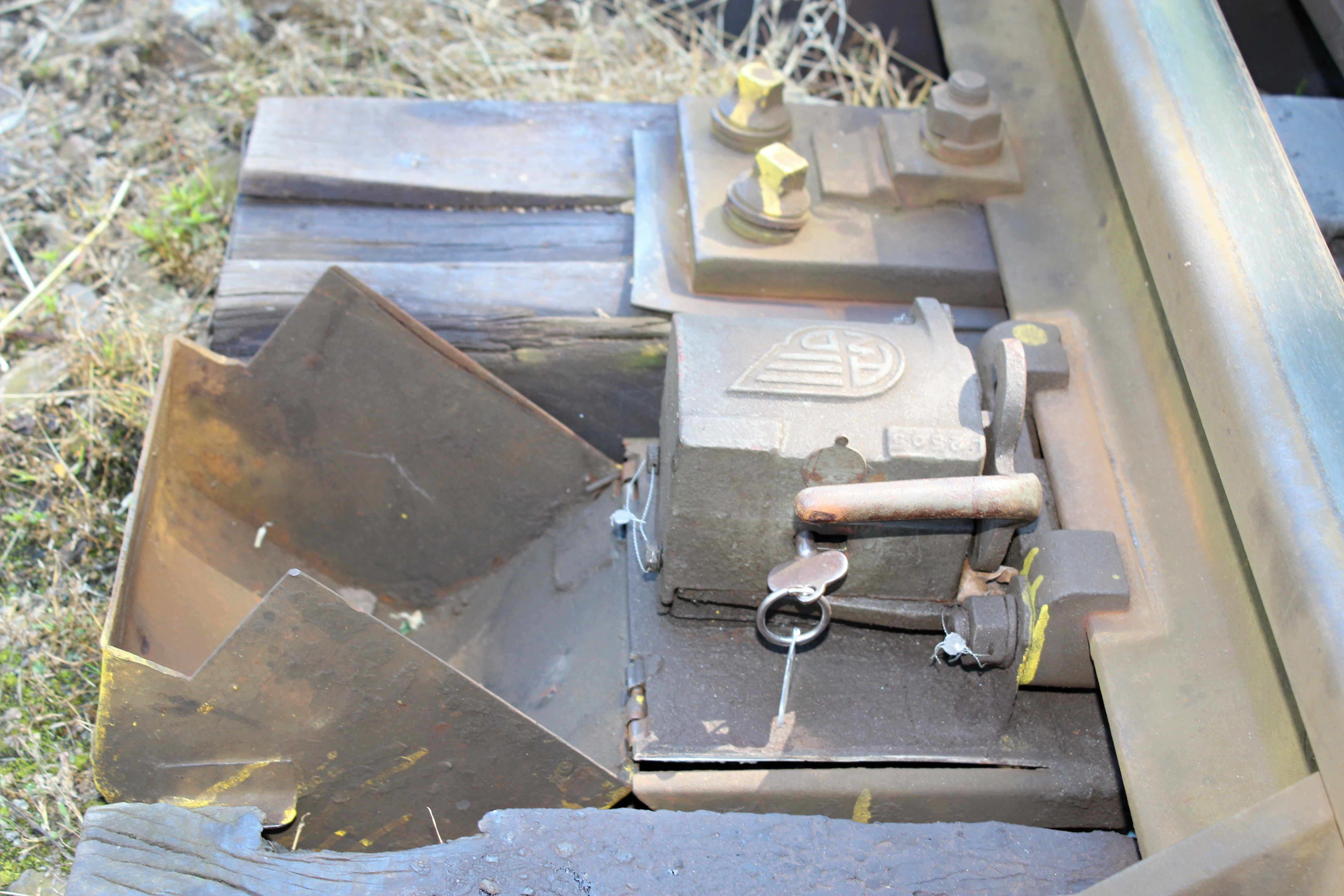
Zámek u výměníku č. 1 na nádraží v Davli

Jazyk tvoří jedinou pohyblivou konstrukci jízdní dráhy kola. Poloha jazyků určuje směr dalšího pohybu dvojkolí při jízdě proti hrotu (rozuměj hrotu jazyka, ev. srdcovky). Jazyky bývají obvykle spojené táhlem. Výjimku tvoří sjezdové tramvajové výhybky a výhybky zanedbaných průmyslových drážek. Jazyky jsou obvykle uloženy na stoličkových podkladnicích. Za normálních okolností vždy jeden jazyk doléhá na opornici. K přestavení jazyků slouží ruční nebo motorický přestavník. K jejich zajištění v patřičné poloze výměnový závěr. Pokud jsou výhybky zabezpečené, jsou navíc opatřeny zámky nebo závěry. Výhybky pro vyšší rychlosti mívají i snímače polohy jazyků.

### Střední část
Střední část výhybky tvoří vlastně splítku kolejí. Propojuje výměnu a srdcovkovou část.

### Srdcovková část
V srdcovkové části dochází k překřížení kolejnic a definitivnímu oddělení kolejí dvou různých směrů. Tuto část tvoří:
- srdcovka
- přídržnice
- vnější kolejnice

Srdcovka tvoří místo, kde kolo přejíždí mezeru (prohlubeň) pro okolek kola vozidla, které se pohybuje ve druhém směru. Aby nedošlo k nárazu, případně vyšplhání okolku na hrot srdcovky, je druhé kolo téhož dvojkolí vedeno přídržnicí, která mu nedovolí vzdálit se od vnější kolejnice. Tam, kde je to účelné z důvodu požadavku na kvalitu chodu, se zřizují srdcovky s pohyblivými hroty. V takovém případě přídržnice odpadají.

## Soustavy výhybek u ČSD / ČD / Správy železnic

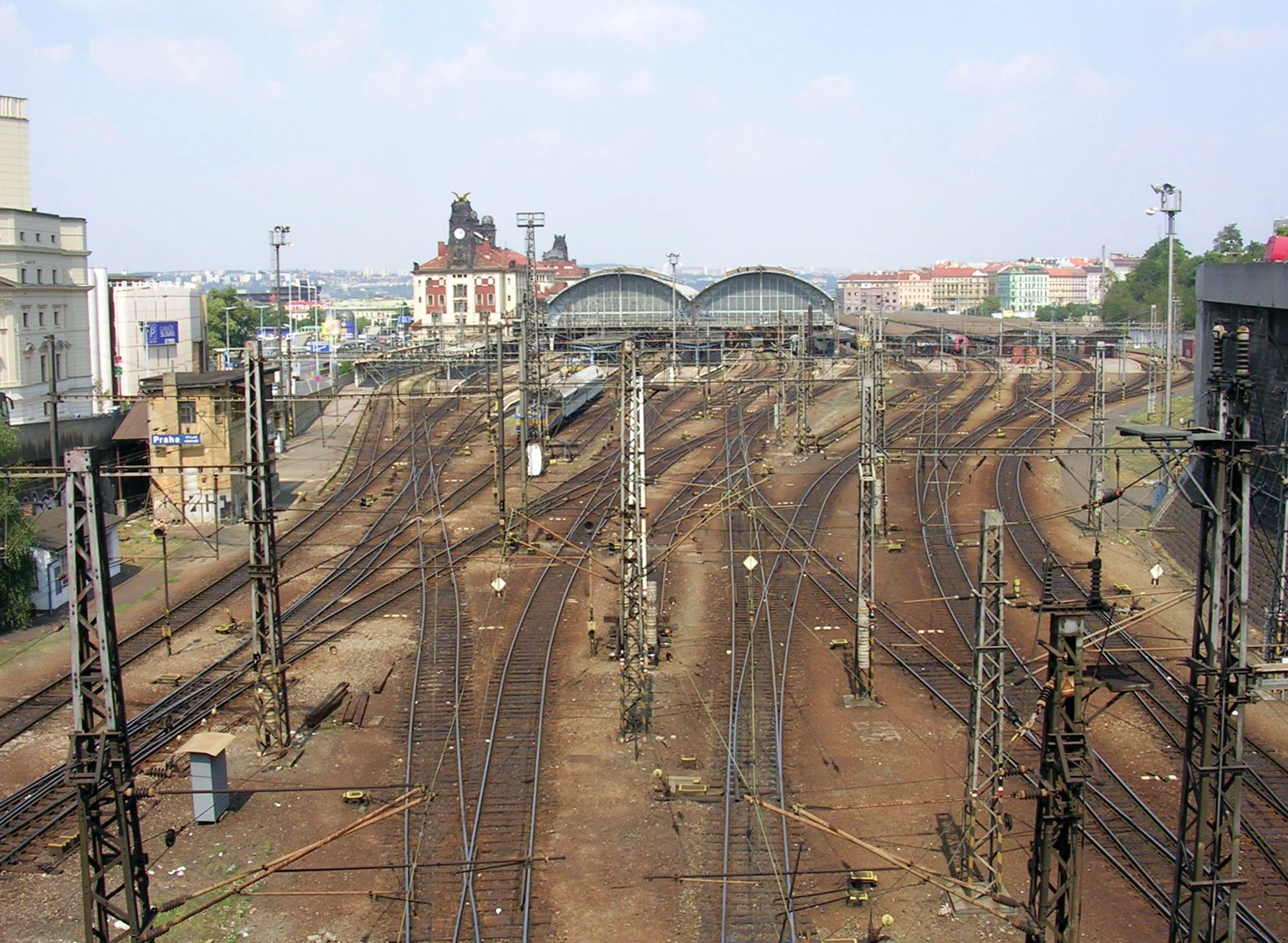
Nekompatibilitu stupňové a poměrové soustavy dokládá tento snímek. Před rekonstrukcí byla kolej od prostředního tunelu ke krátkému nástupišti v levé části přímá.

Cca do 70. let se u ČSD používaly soustavy výhybek stupňových. Tyto výhybky byly navrženy v soustavách svršku typů T a A a pro širokorozchodnou trať i typu R s kolejnicemi R 65. Standardní úhly odbočení u jednoduchých výhybek jsou 6° a 7° s poloměrem odbočné větve 200 m, u sedmistupňových kombinovaný s poloměrem 180, resp. 170 m dle typu svršku. Pro vyšší rychlosti jsou v odbočné větvi použity úhly odbočení i 5°, 4° a 3°6´, pro vlečky byla navržena výhybka 8°30´. Úhly odbočení u symetrických a oboustranných výhybek dávají v součtu tytéž hodnoty, stejné jsou i úhly křížení u křižovatkových výhybek a křižovatek.
V souvislosti s přechodem na nové typy kolejnic – S49 a R65, resp. typy svršku S a R byla navržena nová soustava výhybek, kde je úhel tangentou úhlu odbočení ve formě poměru 1:n. Nejčastěji používané výhybky mají poměr 1:9 s poloměrem odbočné větve 300 m pro rychlost 50 km/h nebo 190 m pro rychlost 40 km/h. Dále se vyrábějí výhybky 1:12, 1:14 a 1:18,5 pro rychlost až 100 km/h do odbočky, 1:7,5 pro staniční zhlaví a 1:6 a 1:6,5 pro stísněné poměry vleček.

### Rychlostní omezení
Základní rychlostní omezení při jízdě odbočkou je dáno poloměrem odbočné větve – velikost nevyrovnaného příčného zrychlení nesmí přesáhnout stanovenou hodnotu, na tratích v České republice 0,65 m/s². Dále je rychlost, a to i v přímé větvi, omezena konstrukcí výhybky a jejím zabezpečením – vazba na návěstní soustavu, zajištění proti nežádoucímu přestavení. V provozu pak může být dále omezena aktuálním technickým stavem výhybky.
Pro železniční dopravu jsou stanoveny následující max. rychlosti pro jízdu odbočkou:
| tang.  |  | poloměr oblouku |  | max. rychlost při jízdě odbočkou |  | poznámka                                                         |
| 1:6    |  | 150 m           |  | 30 km/h                          |  |                                                                  |
| 1:7,5  |  | 150 m           |  | 30 km/h                          |  | vhodné do dvojitých kolejových spojek a pro křižovatkové výhybky |
| 1:7,5  |  | 190 m           |  | 40 km/h                          |  |                                                                  |
| 1:9    |  | 190 m           |  | 40 km/h                          |  | vhodné do dvojitých kolejových spojek a pro křižovatkové výhybky |
| 1:9    |  | 300 m           |  | 50 km/h                          |  |                                                                  |
| 1:11   |  | 300 m           |  | 50 km/h                          |  | vhodné do dvojitých kolejových spojek a pro křižovatkové výhybky |
| 1:12   |  | 500 m           |  | 60 km/h                          |  |                                                                  |
| 1:14   |  | 760 m           |  | 80 km/h                          |  |                                                                  |
| 1:18,5 |  | 1200 m          |  | 100 km/h                         |  |                                                                  |
| 1:26,5 |  | 2500 m          |  | 130 km/h                         |  |                                                                  |
| 1:33,5 |  | 4000 m          |  | 160 km/h                         |  |                                                                  |
| 1:55,3 |  | 7900 m          |  | 230 km/h                         |  |                                                                  |

### Označení výhybek
Výhybky jsou označovány podle následujícího kódu: nejprve je uvedeno písmeno, které označuje typ konstrukce (J – jednoduchá výhybka, Obl-o – oblouková oboustranná, Obl-j – oblouková jednostranná, S – oblouková symetrická, C – křižovatková výhybka celá, B – křižovatková výhybka poloviční, K – kolejová křižovatka, D – dvojitá výhybka, DKS – dvojitá kolejová spojka), následně soustava svršku (49 pro S49/49E1, 60 pro UIC60/60E1/60E2, 65 pro R65); dále poměr označující úhel odbočení či křížení; poloměr oblouku výhybky v metrech (v případě obloukových výhybek se uvádí před závorkou původní poloměr, v závorce pak poloměry transformované oddělené lomítkem – nejprve větší z poloměrů, poloměr větve směřující do koleje dopravně významnější se podtrhne); může následovat římská číslice (I, II) pro odlišení konstrukčního typu, poznámka PHS pro pohyblivý hrot srdcovky); dále písmeno L/P označující směr odbočení (levá/pravá) při pohledu od výměny k srdcovce a na závěr typ pražců (d – dřevěné, b – betonové, oc – ocelové). Označení dále může volitelně obsahovat použití žlabového pražce (zl), žlabového pražce s přírubou (zlp); polohu stavěcího zařízení (přestavníku) vpravo (p) či vlevo (l); druh závěru (ČZ – čelisťový závěr, HZ – hákový závěr, RZ – rybinový závěr) a typ upevnění kolejnice (K – tuhé svěrky, KS – pružné upevnění svěrkami Skl12, Ke – pružné upevnění sponami Pandrol).
Příklady:
- Obl-o 49-1:9-300(751,380/500,000)-P-d – oblouková oboustranná výhybka z kolejnic S49, se základním poměrem úhlu 1:9, základním poloměrem 300 m a transformovanými poloměry 751,380 m a 500,000 m; výhybka má směr odbočení doprava a má dřevěné pražce
- J 60-1:26,5-2500-PHS-zl-p-ČZ-L-b – jednoduchá výhybka z kolejnic 60E1, s úhlem 1:26,5 a poloměrem 2500 m, s pohyblivým hrotem srdcovky, s odbočením vlevo, žlabovým pražcem, přestavníkem vpravo, čelisťovým závěrem, odbočením vlevo a betonovými pražci